# Charlot s'évade
Pour plus de détails, voir Fiche technique et Distribution.
Charlot s'évade (The Adventurer) est un film américain réalisé par Charlie Chaplin en 1917.

## Résumé
Charlot, un prisonnier, réussit à échapper à la vigilance des gardiens de la prison. Il sauve ensuite une jeune femme et sa mère de la noyade en se faisant passer pour un millionnaire, et il est ensuite invité à la réception donnée en son honneur par les parents de la jeune fille. Pourtant, l'un des invités va reconnaître en lui le bagnard évadé. Une course-poursuite s'engage alors.

## Fiche technique
- Titre original : The Adventurer
- Titre français : Charlot s'évade
- Réalisation : Charlie Chaplin
- Scénario : Charlie Chaplin, Vincent Bryan (en) et Maverick Terrell
- Musique : Michael Mortilla
- Photographie : William C. Foster, Rollie Totheroh
- Montage : Charlie Chaplin
- Pays de production : États-Unis
- Format : Noir et blanc - muet (1.33:1)
- Genre : Comédie
- Durée : 24 minutes
- Dates de sortie: 
  - États-Unis : 22 octobre 1917
  - France : 17 janvier 1919[1]

## Distribution
- Charlie Chaplin : le bagnard
- Edna Purviance : la jeune fille
- Eric Campbell : le soupirant
- Henry Bergman : le père
- Albert Austin : le valet

Et parmi la distribution non créditée :
- Monta Bell : figuration
- James T. Kelley : le vieillard
- Tiny Sandford : un policier

## Autour du film